# 波斯尼亚和黑塞哥维那死刑制度
現時波斯尼亞和黑塞哥維那已經廢除死刑制度，於2000年正式廢除。
波斯尼亞和黑塞哥維那的死刑在1998年11月在波斯尼亞和黑塞哥維那聯邦廢除（最後一次執行，但在1977年因謀殺而被處決）和2000年6月21日在塞族共和國的所有罪行中被廢除。特別是在塞族共和國成文第11條中，特殊時期（叛國和戰時罪行）的死刑條文仍然存在但已經沒有使用，波斯尼亞和黑塞哥維那現行憲法是“代頓和平協定”的一部分，禁止執行任何死刑。